# یواس‌اس تایفون (ای‌آرال-۲۸)
یواس‌اس تایفون (ای‌آرال-۲۸) (به انگلیسی: USS Typhon (ARL-28)) یک کشتی بود که طول آن ۳۲۸ فوت (۱۰۰ متر) بود. این کشتی در سال ۱۹۴۵ ساخته شد.